# Táquion
Um táquion (português brasileiro) ou taquião (português europeu) (do grego ταχυόνιον, takhyónion, de ταχύς, takhýs, i.e. "rápido", "veloz") é uma partícula hipotética cuja velocidade excede a velocidade da luz (v > c). Embora não seja possível acelerar uma partícula com massa até que ela atinja ou ultrapasse a velocidade da luz, segundo a Teoria da Relatividade Especial, esta não impede a existência de partículas com velocidade superior à da luz em seu estado natural.
A primeira descrição dos táquions é atribuída ao físico alemão Arnold Sommerfeld; no entanto foram George Sudarshan, Olexa-Myron Bilaniuk, Vijay Deshpande e Gerald Feinberg (que originalmente cunhou o termo da década de 1960) os primeiros a avançarem nos estudos de suas bases teóricas. A teoria dos táquions foi em seguida desenvolvida nos anos 70 e 80 por diversos físicos, sobretudo por Erasmo Recami. Recentemente, o assunto voltou a despertar interesse após os trabalhos de Hill e Cox e de Vieira. Campos taquiônicos aparecem em vários contextos, tal como a Teoria das Cordas.
Se táquions fossem convencionais, seriam partículas localizáveis (detectáveis) que poderiam ser usadas para enviar sinais mais rápidos do que a luz (FTL, do inglês faster than light). Pode-se assim pensar que a existência de táquions implicaria uma violação da Causalidade em Relatividade Especial, mas uma análise mais profunda mostra que este não é o caso. (Veja também sobre o  Paradoxo de Tolman mais abaixo). Além disso, no âmbito da Teoria Quântica de Campos, táquions são entendidos como significando uma instabilidade do sistema e tratados como condensação de táquions, ao invés de partículas reais mais rápidas que a luz, e instabilidades, como são descritas por campos taquiônicos.
Campos taquiônicos apareceram teoricamente em uma variedade de contextos, como a teoria das cordas bosônicas. De acordo com o contemporâneo e amplamente aceito na compreensão do conceito de uma partícula, as partículas táquion são demasiado instáveis para serem tratadas como existentes. Por essa teoria, a transmissão de informações mais rápida que a luz e a violação de causalidade com táquions são impossíveis.
Apesar dos argumentos teóricos contra a existência de partículas táquion, pesquisas experimentais têm sido conduzidas para testar a hipótese contra a sua existência, porém, nenhuma evidência experimental a favor ou contra a existência de partículas táquion foi encontrada.
Se os taquiões existissem e fosse possível usá-los para transmitir informação, então eles poderiam ser usados para transmitir informação para trás no tempo, um tipo de viagem no tempo da informação. Este resultado é conhecido como Paradoxo de Tolman. No entanto, aplicando resultados da mecânica quântica, é possível mostrar que se os taquiões existem, então uma das duas hipóteses necessariamente deve ser válida: ou eles estão localizados, mas neste caso a informação transmitida por eles viaja com v < c, ou eles carregam informações com v > c, mas neste caso eles não são localizados; em ambas hipóteses, taquions não servem para carregar informações com v > c.

## Observação de um táquion

Efeitos da passagem de um taquion sob o ponto de vista de um observador. Para o observador, no momento em que se detecta o taquion, há uma aparente impressão de que este se aproxima e se afasta ao mesmo tempo do ponto de observação

Dado que um táquion se move mais rápido que a velocidade da luz, não podemos vê-lo se aproximando, apenas os efeitos de sua passagem no ponto de observação poderão ser percebidos.
Em tese, após a passagem de um taquion, se observaria a partícula se deslocando aparentemente ao mesmo tempo, em duas direções opostas, provocando uma onda de choque radiativa ao passar por um meio isolante, resultando no efeito de radiação eletromagnética previsto por Cherenkov.
Devido a partícula se mover mais rápido que a luz, para o observador restará a impressão de que a particula subitamente apareceu, mostrando sua chegada e sua partida ao mesmo tempo. A ilustração ao lado demonstra esse efeito, onde em um determinado período T a partícula é detectada, gerando duas imagens opostas onde a esfera elíptica com desvio para o azul representa a imagem do taquion se aproximando, e a esfera em deformação com desvio para o vermelho representa o taquion se afastando.

## Evidências experimentais
Desde sua proposição nos anos 1960, os experimentos conduzidos com o fim de detectar partículas de táquion foram infrutíferos ou com resultados possivelmente positivos mas que não puderam ser reproduzidos, como o obtido no experimento de ROGER W. CLAY & PHILIP C. CROUCH em 1974, no departamento de física da University of Adelaide (Austrália).

## Táquions na Teoria Relativista
Na relatividade especial, uma partícula mais rápida que a luz teria um momentum espacial quaternário, em contraste com as partículas "normais" que tem momentum temporal quaternário. Apesar de que em algumas teorias a massa dos táquions é levada como imaginária, em algumas formulações modernas a massa é considerada real, as fórmulas para o momentum e energia foram redefinidas para isso. Além disso, visto que táquions estão restringidos para a porção espacial da gráfico energia-momentum, este não poderia desacelerar para velocidades subluminares.

### Massa
Principais artigos:  Mass § Tachyonic particles and imaginary (complex) mass, and Tachyonic field
Na teoria invariante de Lorentz, as mesmas fórmulas aplicadas para partículas ordinárias mais lentas que a velocidade da luz (as vezes chamados de "bradions" em discussões de táquions) devem ser aplicadas para táquions. Em particular a relação energia-momentum:
E2 = (pc)2 + (mc2)2
(onde p é o momentum relativista do brandion e m é sua massa restante) deveria ainda aplicar-se com a fórmula da energia total de uma partícula:
E = mc2  . (√1 - v2/c2)-1.
Esta equação mostra que a energia total de uma partícula (brandion ou táquion) contém uma contribuição de sua massa restante e uma contribuição de seu movimento, a energia cinética. Quando v é maior que c, o denominador na equação para a energia é "imaginário", como o valor abaixo do radical é negativo. Pois a energia total deve ser real, o numerador deve também ser imaginário; i.e. a massa restante m deve ser imaginária, como um puro número imaginário dividido por outro puro número imaginário resulta em um número real.
Note que em algumas formulações modernas da teoria, a massa dos táquions é reconhecida como real.

### Velocidade
Um efeito curioso é que, diferente de partículas ordinárias, a velocidade de um táquion aumenta enquanto sua energia decresce. Em particular, E aproxima-se de zero quando v aproxima-se do infinito. (Para simples matéria brandiônica, E aumenta com sua velocidade, tornando-se arbitrariamente larga enquanto v aproxima-se de c, a velocidade da luz). Portanto, assim como bradions são proibidos de quebrar a barreira da velocidade da luz, táquions não podem desacelerar para velocidades abaixo de c, pois energia infinita é requerida para alcançar a barreira tanto abaixo quanto acima.
Como notado por Einstein, Tolman, e outros, a Teoria da Relatividade Especial implica que partículas mais rápidas que a luz, se existissem, poderiam ser utilizadas para uma comunicação temporária para o passado.

### Neutrinos
Em 1985, Chodos propôs que neutrinos podem ter uma natureza taquiônica. A possibilidade de partículas de modelo padrão movendo-se a velocidades mais rápidas que a da luz podem ser simuladas usando os termos de violação invariantes de Lorentz, como exemplo na Extensão do Modelo Padrão. Neste modelo, neutrinos experimentam oscilações violantes de Lorentz e podem viajar mais rapidamente do que a luz a altas energias. Tal proposta foi severamente criticada.

### Radiação de Cherenkov
Um táquion com alguma carga elétrica perderia energia como a radiação Cherenkov - assim como partículas ordinárias carregadas fazem quando estas ultrapassam a velocidade da luz local em média. Um táquion carregado viajando no vácuo portanto suporta uma aguda aceleração temporal constante e, por necessidade, sua linha do universo forma uma hipérbole na espaço-tempo. Contudo reduzindo a energia de um táquion aumenta sua velocidade, de forma que a única hipérbole formada é de dois táquions cargados opostos com momentos opostos (mesma magnitude, sinais opostos) os quais aniquilam-se quando ambos simultaneamente atingem velocidade infinita no mesmo lugar do espaço. (Em velocidade infinita, ambos táquions não tem energia e momentum finitos de direções opostas, então nenhuma lei de conservação é violada em sua aniquilação mútua. O tempo da aniquilação é dependente da ordem.)
Até um táquions eletricamente neutro seria esperado que perdesse energia via radiação Cherenkov gravitacional, pois tal tem uma massa gravitacional, e portanto aumenta sua velocidade enquanto viaja, como descrito acima. Se o táquion interfere com qualquer outra partícula, esta também pode irradiar energia Cherenkov nestas partículas. Neutrinos interagem com as outras partículas do Modelo Padrão, e Andrew Cohen e Sheldon Glashow recentemente usaram isto para argumentarem que a anomalia de um neutrino mais veloz que a luz não pode ser explicado fazendo neutrinos propagar-se mais rapidamente que a luz, e sim devem ter sido um erro do experimento.

### Causalidade
Causalidade é um fundamental princípio da física. Se táquions podem transmitir informações mais rápido que a luz, então de acordo com a relatividade eles violam a causalidade, conduzindo à paradoxos lógicos de tipo "mate seu avô". Este é frequentemente ilustrado com experimentos mentais como o "paradoxo do telefone táquion" ou "logicamente noviço inibidor".
O problema pode ser entendido em termos da relatividade da simultaneidade na Teoria da Relatividade Geral, a qual cita que diferentes ordem referentes à inércia irão discordar no caso de dois eventos em localizações diferentes ocorrerem "ao mesmo tempo" ou não, e eles podem também discordar da ordem dos dois eventos (tecnicamente, tais discordâncias ocorrem quando o intervalo do espaço-tempo entre os eventos é "espacial", significando que nenhum dos eventos jaze no cone de luz futurista do outro.)

Se um dos dois eventos representa o envio do sinal de uma localização e o segundo evento representa a recepção do mesmo sinal em outra localização, então enquanto o sinal movimenta-se na velocidade da luz ou mais lentamente, a matemática da simultaneidade afirma que todas as ordem referenciais concordam que a transmissão-evento ocorreram antes da recepção-evento. Contudo, no caso de um sinal hipotética movimentando-se mais rapidamente que a luz, ali haveria sempre algumas ordens nas quais o sinal seria recebido antes de houver sido enviado, para que o sinal pudesse ser dito ter movimentado-se para o passado no tempo. Devido a um dos dois fundamentos do postulados da relatividade especial dizer que as leis da física trabalhariam da mesma maneira em qualquer ordem inércia, se é possível para sinais voltarem no tempo em qualquer outra ordem, isto deve ser possível em qualquer ordem. O que significa que se um observador A envia um sinal para um observador B que move-se mais rapidamente que a luz na ordem de A mas volta no tempo para a ordem de B, e então B envia uma resposta que move-se mais rápido que a luz na ordem de B, mas volta no tempo na ordem de A, isto poderia ocorrer de tal modo que A receba a resposta antes de enviar o sinal original, desafiando causalidade em todas as ordens e abrindo a porta para severos paradoxos lógicos. Detalhes matemáticos podem ser encontrados na artigo da Antitelefone Taquiônico, e uma ilustração de tal cenário usando diagramas espaço temporais pode ser encontrada em Baker, R. (2003).